# Dirty Work (롤링 스톤스의 음반)
| 평가 점수                     | 평가 점수 |
| 출처                          | 점수      |
| ----------------------------- | --------- |
| AllMusic                      | [ 2 ]     |
| Christgau's Record Guide      | A         |
| MusicHound Rock               | 2.5/5     |
| The Rolling Stone Album Guide | [ 5 ]     |
| Tom Hull                      | B+        |
| Uncut                         | 3/5       |

《Dirty Work》는 롤링 스톤스의 열여덟 번째 영국, 스물 번째 미국의 스튜디오 음반이다. 이 음반은 1986년 3월 24일, CBS 레코드의 롤링 스톤스 레코드에 발매되었다. 리처즈의 자서전 《라이프》에 따르면, 스티브 릴리와이트가 프로듀싱한 이 음반은 믹 재거와 키스 리처즈 사이의 관계가 상당히 악화되었던 시기에 녹음되었다.
이 음반은 이 밴드의 두 주요 작곡가인 리처즈와 재거가 1980년대 대부분 동안 이 밴드의 방향을 놓고 논쟁을 벌였기 때문에 이 밴드의 혼란기에 녹음되었다. 거의 모든 밴드 멤버들은 솔로 음반이나 사이드 프로젝트를 위해 지난 몇 년을 보냈다. 기타리스트 로니 우드, 드러머 찰리 와츠, 베이시스트 빌 와이먼을 포함한 다른 밴드 멤버들은 녹음 시간에 종종 결석했다. 5명의 원칙적인 멤버들이 동시에 함께 있는 것은 드문 일이었다. 그 결과 이번 음반에는 드러머 안톤 피그와 스티브 조던(리처즈와 함께 이번 음반을 녹음한 뒤 엑스-펜시브 위노스를 결성하는 것), 기타리스트 지미 페이지와 바비 워맥, 베이시스트 이반 네빌 등 게스트 뮤지션이 대거 등장했다. 키보드는 이전 음반에서 이전 키보디스트 컬렉션을 대체했던 척 리벨이 맡았으며 수십 년 동안 이 밴드에 남아 있었다. 대부분의 롤링 스톤스 음반과 달리 밴드 멤버들의 반감이 무대 위에서 함께 라이브로 활동할 수 없게 해 조연 투어는 없었다.
이 음반은 잘 팔리면서 미국, 캐나다, 영국을 포함한 여러 나라에서 플래티넘이나 골드의 지위에 도달했고 12개 이상의 시장에서 톱 10의 음반으로 정점을 찍은 반면, 당시 대부분의 비평가들은 이 음반이 고르지 않고 무난하다는 것을 발견하면서, 이것은 결정적인 실패작이었다. 그러나, 저널리스트 로버트 크리스트가우는 이 음반에 대한 그의 현대적 찬사에 거의 혼자 서있었고, 후에 재평가와 회고적 리뷰는 일반적으로 더 친절했다. 이 음반은 밥 & 얼의 노래 〈Harlem Shuffle〉과 로니 우드가 작곡한 〈One Hit (To the Body)〉라는 두 개의 톱 40 히트곡을 냈다.

## 곡 목록
| #  | 제목                      | 작사·작곡                       | 재생 시간 |
| -- | ------------------------- | ------------------------------- | --------- |
| 1. | 〈One Hit (To the Body)〉 | 믹 재거, 키스 리처즈, 로니 우드 | 4:44      |
| 2. | 〈Fight〉                 | 재거, 리처즈, 우드              | 3:09      |
| 3. | 〈Harlem Shuffle〉        | 밥 렐프, 얼 넬슨                | 3:23      |
| 4. | 〈Hold Back〉             | 재거, 리처즈                    | 3:53      |
| 5. | 〈Too Rude〉              | 린던 로버츠                     | 3:11      |

| #  | 제목                                                                        | 작사·작곡             | 재생 시간 |
| -- | --------------------------------------------------------------------------- | --------------------- | --------- |
| 1. | 〈Winning Ugly〉                                                            | 재거, 리처즈          | 4:32      |
| 2. | 〈Back to Zero〉                                                            | 재거, 리처즈, 척 리벨 | 4:00      |
| 3. | 〈Dirty Work〉                                                              | 재거, 리처즈, 우드    | 3:53      |
| 4. | 〈Had It with You〉                                                         | 재거, 리처즈, 우드    | 3:19      |
| 5. | 〈Sleep Tonight〉                                                           | 재거, 리처즈          | 5:10      |
| 6. | 〈Untitled hidden track (〈Key to the Highway〉에서 삭제되지 않은 발췌문)〉 |                       | 0:33      |

## 인증
| 국가                       | 인증     | 판매량/출하량 |
| -------------------------- | -------- | ------------- |
| 오스트레일리아 (ARIA)      | 플래티넘 | 70,000^       |
| 캐나다 (뮤직 캐나다)       | 플래티넘 | 100,000^      |
| 프랑스 (SNEP)              | 골드     | 231,800       |
| 독일 (BVMI)                | 골드     | 250,000^      |
| 네덜란드 (NVPI)            | 골드     | 50,000^       |
| 뉴질랜드 (RMNZ)            | 플래티넘 | 15,000^       |
| 영국 (BPI)                 | 골드     | 100,000^      |
| 미국 (RIAA)                | 플래티넘 | 1,000,000^    |
| ^출하량을 기반으로 한 인증 |          |               |